# Supersaxo
Supersaxo ist ein Schweizer Familienname, auch mit den Varianten auf der Flüe, von der Fluhe und  Supersaxo von der Fluhe sowie Michel-Supersaxo.

## Herkunft und Bedeutung

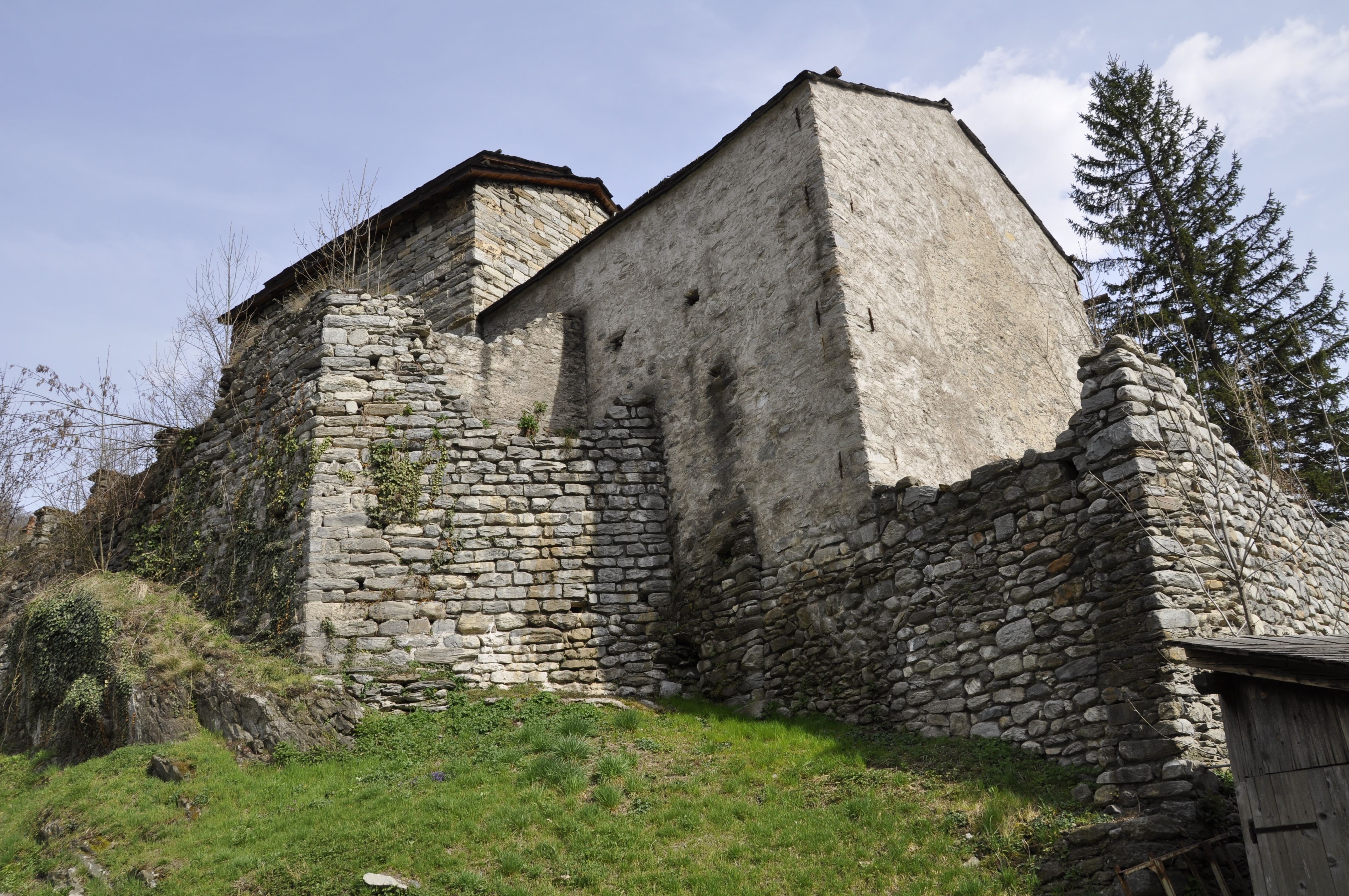
Die Burg «uf der Flüe» in Naters.

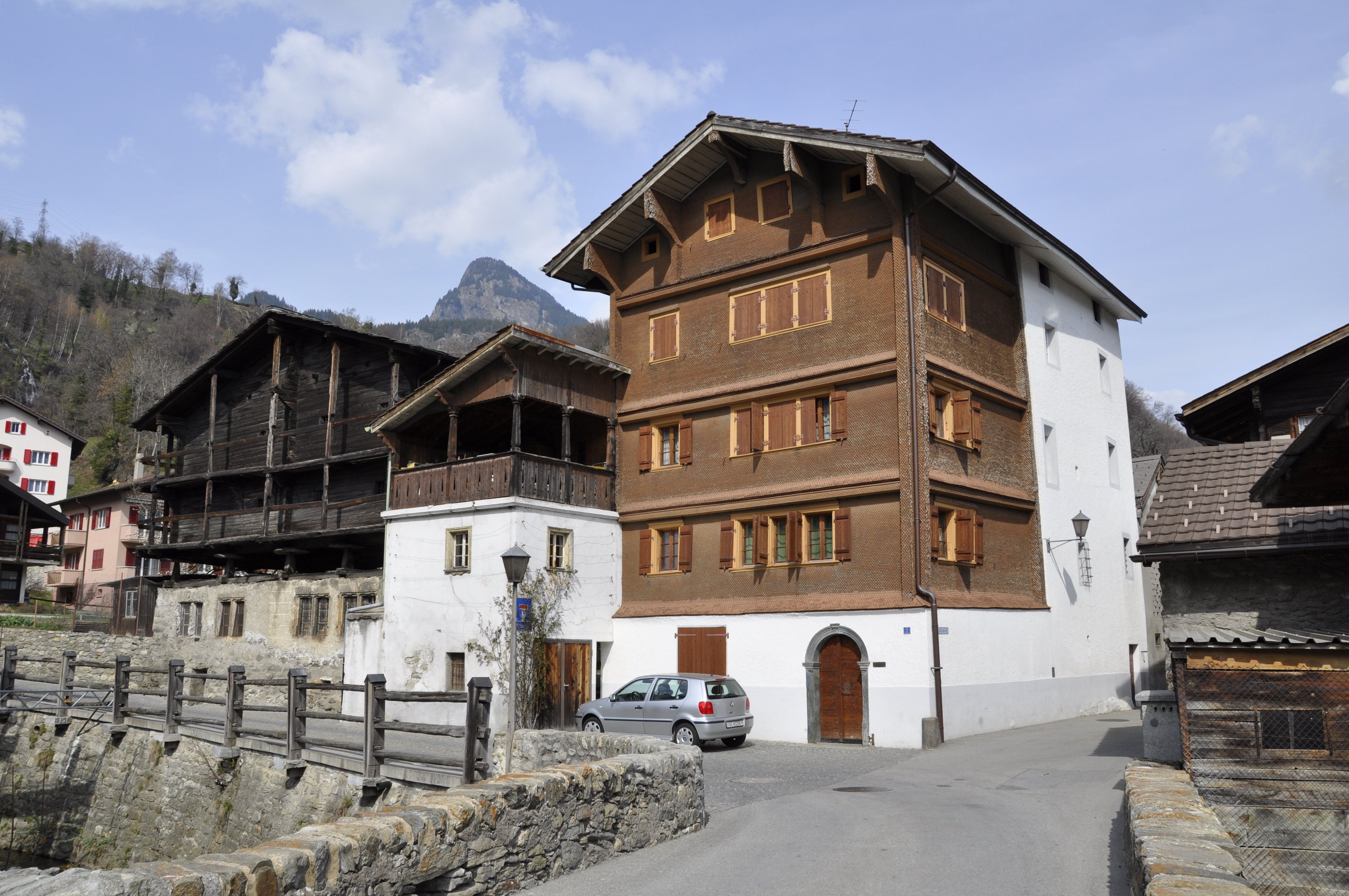
Das Supersaxo-Haus in Naters.

Der Name Supersaxo  ist die Latinisierung eines deutschschweizerischen Wohnstättennamens. Er setzt sich zusammen aus den lateinischen Wörtern super (lat. räumlich: ‚darauf‘, ‚oben‘ und lat. räumlich, poetisch, nachkl., Abl.: ‚von oben her‘) und saxum (lateinisch für ‚Fels[block]‘, auch ‚Fluh‘). Als Ursprung findet sich die Familie der Manegoldi, welche sich nach der Burg uf der Flüe in Naters lateinisch «de Saxo» genannt haben, Erwähnung finden diese auch auf Deutsch als die «Herren ab der Flue». Die Familie war Inhaberin des bischöflichen Meieramtes. Die Burg ging 1352 an den Kastlan von Naters über, war im 15. und 16. Jahrhundert zeitweise auch Residenz des Bischofs von Sitten und als Wohnstätte namensgebend.
Michel-Supersaxo
Die Familie Michel von Naters verzweigte sich unter anderem nach dem Brigerberg und nannte sich nach dem Wohnsitz Uff der Fluo (lat. supersaxo) auch Michel-Supersaxo, ist jedoch der Familie Supersaxo von Ernen und Sitten nicht verwandt. Das Supersaxo Haus in Naters wurde 1597 im Auftrag des Walliser Landeshauptmanns Georg I. Michel-Supersaxo erbaut. Den Holzspeicher daneben liess sein Enkel Georg II. Michel-Supersaxo im 17. Jahrhundert errichten.

## Bekannte Namensträger
- Bischöfe:
  - Walther II. Supersaxo von der Fluhe (ca. 1402–1482), Bischof von Sitten 1457–1482.
  - Bartholomeu Supersaxo von der Fluhe (1602–1640), auch Bartholomäus, Bischof von Sitten 1638–1640.
  - Franz Josef Supersaxo von der Fluhe (1665–1734), Bischof von Sitten 1701–1734.
- Politiker:
  - Georg Supersaxo (ca. 1450–1529), auch auf der Flüe oder uff der Flüe, Jörg, Vermittler im Friedensvertrag von 1495 zwischen Mailand und den Sieben Zehnden (siehe Geschichte des Kantons Wallis).
  - Heinrich Michel-Supersaxo, Vater des Georg I., Grosskastlan von Brig.[7]
  - Georg I. Michel-Supersaxo (ca. 1550–1625/26), Sohn des Heinrich, u. a. 1573–1612 mehrmals Grosskastlan von Brig und von 1593 bis 1595 Walliser Landeshauptmann.[7]
  - Georg II. Michel-Supersaxo (1601–1676), Enkel des Georg I., u. a. 1637–1673 mehrmals Grosskastlan von Brig und von 1664 bis 1670 Walliser Landeshauptmann.[8]
  - Franz Georg Michel-Supersaxo (1661–1705), Grosskastlan und Zendenhauptmann von Brig, Kanton Wallis.[5]
  - Franz Ignaz Michel-Supersaxo (gestorben 1734), Sohn des Franz Georg, Grosskastlan und Zendenhauptmann von Brig.[5]
- Alpinisten:
  - Aloys Supersaxo, Alpinist aus Saas Fee, u. a. Erstbesteigungen am Nadelhorn 1858 und am  Allalinhorn 1886.
  - Alphons Supersaxo, Walliser Alpinist, erste Überschreitung des Gipfels des Allalinhorns 1882.
  - Ambros Supersaxo (1853–1932), Schweizer Bergführer
  - Camillo Supersaxo, Alpinist aus Saas Fee, er war über 1000 mal auf dem Allalinhorn.
  - Oskar Supersaxo, Alpinist aus Saas Fee, u. a. Erstbesteigungen am Allalinhorn 1907.
  - Othmar Supersaxo, Alpinist aus Saas Fee, u. a. Erstbesteigungen am Allalinhorn 1907.
  - Peter Supersaxo, Walliser Alpinist und Bergführer, erste Überschreitung des Gipfels des Allalinhorns 1882.
- Skisportler
  - Alfons Supersaxo (1926–2005), Skisportler aus Saas Fee